# Orvosi vény

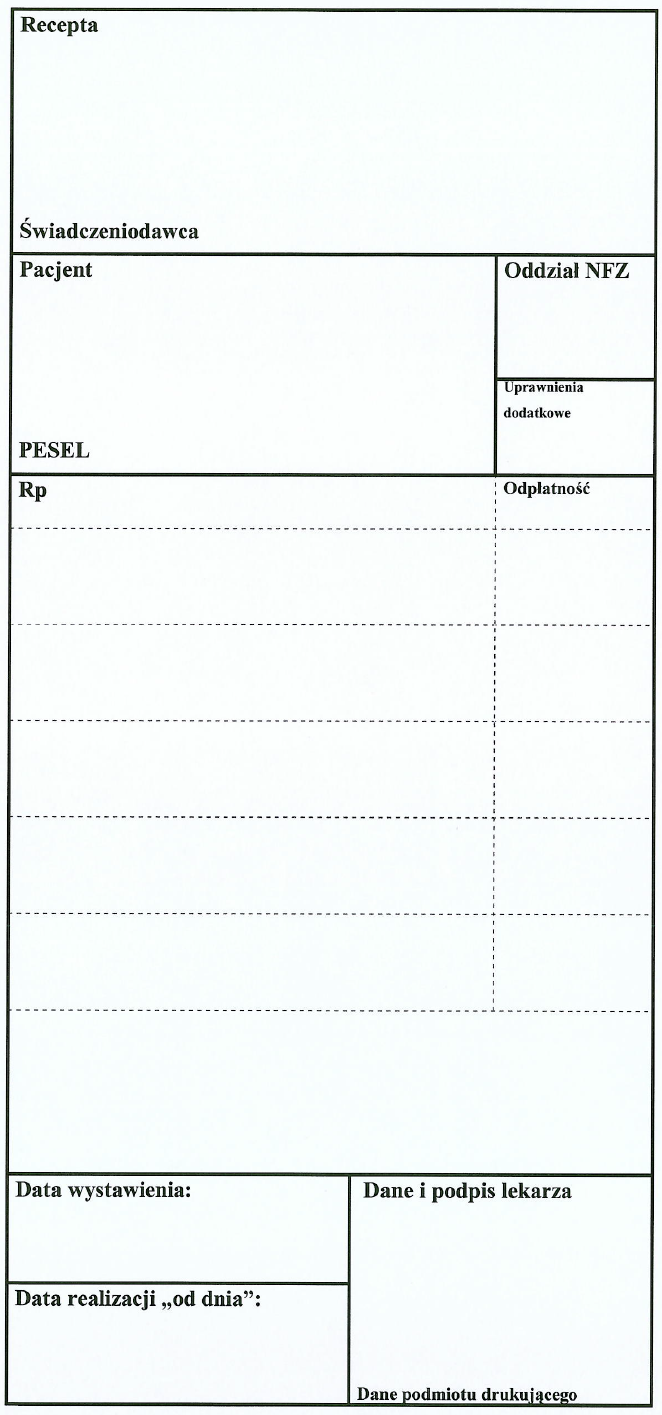
Orvosi vény űrlapja Lengyelországból (2012)

Az orvosi vény  írásbeli utasítás, jogi dokumentum, amelynek az alapján a gyógyszeres terápia vagy betegség megelőzése céljából, gyógyszert rendel a gyógyszerésztől, illetve gyógykezeléshez szükséges sebészeti kötözőszert, gyógyászati segédeszközt rendel az orvosi műszerésztől, illetve az optikustól. Hagyományos neve recept vagy e-recept (elektronikus recept), amely a 'recipe' (végy) latin szóból ered. Rövidítése: Rp.
A gyógyszert rendelő orvos, állatorvos közleménye a gyógyszert kiadó/elkészítő gyógyszerész, valamint a gyógyszerkiadó szakasszisztens számára. A recept (vény) az orvos előírása, mellyel a gyógyszeres terápia vagy a betegség megelőzése céljából gyógyszert (sebészeti kötözőszert, gyógyászati segédeszközt) rendel. Az orvos írásbeli utasítása a gyógyszerészhez (Rp. = végy).
A recept formátuma koronként és igény szerint változó volt, nemcsak a gyógyszerész részére sorolja fel a gyógyszer-alapanyagok pontos felhasználását, hanem utasításokat is tartalmaz az elkészítés és kiadás módjára, valamint a beteg részére a felhasználáshoz.

## Története
Az orvosi vény gyakorlata az ókorig vezethető vissza: a gyógyítók írásban rögzítették a készítmények összetételét és az adagolást, ami a későbbi receptúra alapjává vált. A „Rp.” (recipe, azaz „végy”) rövidítés a középkori, latin nyelvű orvosi–gyógyszerészi dokumentumok hagyományából származik, és a gyógyszerésznek szóló elkészítési utasítást jelölte.
Magyarországon a 19. században a kézzel írt, jellemzően latin nyelvű receptek voltak elterjedtek; ezek a gyógyszeralapanyagok pontos megnevezését és a kiadás módját is tartalmazták. A 20. század második felében egységesített, sorszámozott nyomtatványok terjedtek el, hamisítás elleni biztonsági elemekkel. A digitális átállás részeként 2017-ben Magyarországon is bevezették az elektronikus receptet (e-recept), amelyet az Elektronikus Egészségügyi Szolgáltatási Tér (EESZT) kezel; az e-recept fokozatosan a papíralapú vény elsődleges alternatívájává vált.

## Jogi szabályozás
Magyarországon a vények kiállításának és felhasználásának alapvető szabályait a 44/2004. (IV. 28.) ESzCsM rendelet tartalmazza, amely az emberi felhasználásra kerülő gyógyszerek rendeléséről és kiadásáról rendelkezik (pl. a vény kötelező adattartalma, formai követelmények, támogatási jogcímek). Az elektronikus vények kiállításának, továbbításának és hozzáférésének kereteit – különösen az adatok kezelését és az egészségügyi szolgáltatók kapcsolódását – az EESZT működéséről szóló 39/2016. (XII. 21.) EMMI rendelet és a kapcsolódó adatvédelmi előírások határozzák meg.
Az Európai Unió jogi környezetében a tagállamok együttműködnek a határon átnyúló egészségügyi szolgáltatások területén; ennek része az e-receptek kölcsönös elismerésének és kiváltásának fokozatos kiterjesztése az eHealth Digital Service Infrastructure keretében.

## Biztonsági elemek
A papíralapú orvosi vények esetében a hamisítás megelőzése érdekében több biztonsági elem is alkalmazásra kerül. Magyarországon a vényeket a NEAK bocsátja az orvosok rendelkezésére, sorszámozott, előnyomtatott nyomtatványként. A vények jellemző biztonsági elemei közé tartozik a vízjel, a speciális nyomdafesték, a mikroírás, valamint a háttérmintázat, amely fénymásolás vagy szkennelés esetén torzul. A vényen feltüntetett orvosi bélyegző és aláírás további hitelesítő elem.
Az elektronikus vények (e-receptek) esetében a biztonságot digitális azonosítási és titkosítási eljárások biztosítják. Az adatok az EESZT zárt rendszerében kerülnek rögzítésre és tárolásra, hozzáférésük a beteg, az orvos és a gyógyszerész számára meghatározott jogosultságok alapján lehetséges. A kiváltás során a beteg személyazonosító okmánya, TAJ-száma vagy elektronikus személyazonosító igazolványa szükséges a vények azonosításához.

## Alaki kellékei
Az orvosi vények alaki kellékeit jogszabályok határozzák meg. (Magyarországon a 44/2004. (IV. 28.) ESzCsM rendelet az emberi felhasználásra kerülő gyógyszerek rendeléséről és kiadásáról).
- Az orvosi vényeket a NEAK térítés nélkül, megrendelésre bocsátja az orvosok rendelkezésére. Vonalkóddal és az orvos adatainak feltüntetésével azonosítja az orvost.
- Az orvos köteles a beteg nevét, lakcímét, életkorát, a rendelés keltét feltüntetni, a receptet aláírni és bélyegzőjével ellátni.
- Az EU valamely tagállamának állampolgára vagy EU-on kívüli beteg azonosítója

extravonalkód a beteg adatait, a gyógyszer adatait, jogcímet azonosít
tajszám
közgyógyigazolvány érvényességi ideje
közgyógyigazolvány száma
betegség kódja (BNO).
- jogcímek a támogatásra

normatív támogatással rendelve
egyedi támogatással(off label, egyedi import)
HM támogatással
közgyógyellátottnak rendelve
üzemi baleset
EÜ. kiemelt rendelkezéssel (100% térítés- dobozdíj) rendelve
EÜ. emelt (térítés köteles áron rendelve)
teljes áron rendelve
ha be van jelölve, akkor nem helyettesíthető azonos hatóanyagú készítménnyel,
- szakorvosi javaslatra vonatkozó adatok

szakorvos azonosítója
javaslat határideje
naplószám
- A támogatás mértékének jelölése a megfelelő négyzetbe írt x-szel történik.
- A vényen található egyéb jelölések:
- Egy vényen csak egy gyógyszer rendelhető.
- Sürgős szükség esetét kivéve nem szabad a gyógyszert olyan vényre kiadni, amiről hiányzik az orvos aláírása és bélyegzője. A beteg adatait a gyógyszerész is pótolhatja.
- Sürgős szükség jelzése: „statim”, „cito”, „periculum in mora”
- Ilyen esetben – kábítószer és pszichotróp gyógyszer kivételével – el lehet tekinteni a vényűrlap és az orvosi bélyegző használatától.
- Ha az orvos a gyógyszer mennyiségét nem egyértelműen határozta meg, akkor a gyógyszerkészítményből a legkisebb eredeti csomagolást, a FoNo-s és egyéb magisztrális gyógyszerből a FoNo-beli előírás szerinti mennyiséget kell kiadni.
- A pontos adagolást a vényen fel kell tüntetni. Ennek hiányában a gyógyszerész nem adhatja ki a gyógyszert.
- Ha az erős hatású, belsőleges szert az orvos a megállapított legnagyobb egyszeri, napi vagy szokásos adagot meghaladó adagolásban rendeli, a túllépést jeleznie kell. Ennek hiányában a gyógyszerész a rendelt gyógyszert nem adhatja ki.
- A gyógyszer kiadható, de csak a Gyógyszerkönyv szerint megengedett legnagyobb adagra lecsökkentve a dózist.
- Az orvos a rendelésre vonatkozó előírásokat jól olvashatóan, tintával, írógéppel vagy számítógéppel adja meg. Ha az orvos érdemi változtatást eszközöl, azt aláírásával és bélyegzőjével is meg kell erősítenie.
- A rendelésre vonatkozó előírások hiányában a gyógyszer nem adható ki. Törzskönyvezett készítmény esetén a nemzetközi szabadnéven történő rendelés is lehetséges, de meg kell határozni a hatóanyagtartalmat, gyógyszerformát és mennyiséget is.
- A rendelt össz-mennyiséget számmal és betűvel is fel kell tüntetni.
- Az orvos 30 napot meghaladó, de maximum 1 évre elegendő gyógyszert csak indokolt esetben rendelhet.
- A receptet és a kiadott gyógyszert a gyógyszert kiadó aláírja és patikaazonosítóval ellátja.
- A receptet a beteg és a gyógyszert átvevő aláírja.

## Típusai
- formulae originales
- formulae magistrales
- formulae normales (FoNo), (FoNoVet)
- formulae officinales: összetett gyógyszerkészítmények
- formulae nosocomiales:

## Részei
- inscriptio: név, cím, tajszám, szül. év
- invocatio: "Rp.,"
- prescriptio seu ordinatio:
  - hatóanyag neve
  - mennyiség
  - forma
  - a kiadás módja
- signatura: utasítás a beteg számára
  - suo nomine: az orvos kezéhez
- subscriptio: aláírás
  - cito: gyorsan
  - statim: azonnal
  - periculum in mora: a késedelem veszélyes (életveszély)
- adscriptio: a gyógyszerész feljegyzései